# Abbazia di Santo Stefano (Due Carrare)
L'abbazia di Santo Stefano è un edificio religioso situato a Carrara Santo Stefano, frazione del comune sparso di Due Carrare, in provincia e diocesi di Padova; fa parte del vicariato di Maserà di Padova.
Dell'abbazia rimane oggi la splendida chiesa, dotata di torre campanaria e affiancata, sul lato meridionale, dalle mura dell'antico cimitero, che per lungo tempo è giaciuto in un profondo stato di abbandono.  Sul lato settentrionale si stende una piazzetta che riporta, tracciata sulla pavimentazione, la pianta del chiostro.  Su di essa si affaccia la canonica, che un tempo era parte dell'antico monastero. Tutte le altre strutture sono andate perdute nel corso dei secoli, e insieme ad esse è in qualche modo andata perduta in gran parte anche la memoria storica di una delle abbazie più importanti del contado durante tutto il Medioevo.

## La storia dell'abbazia

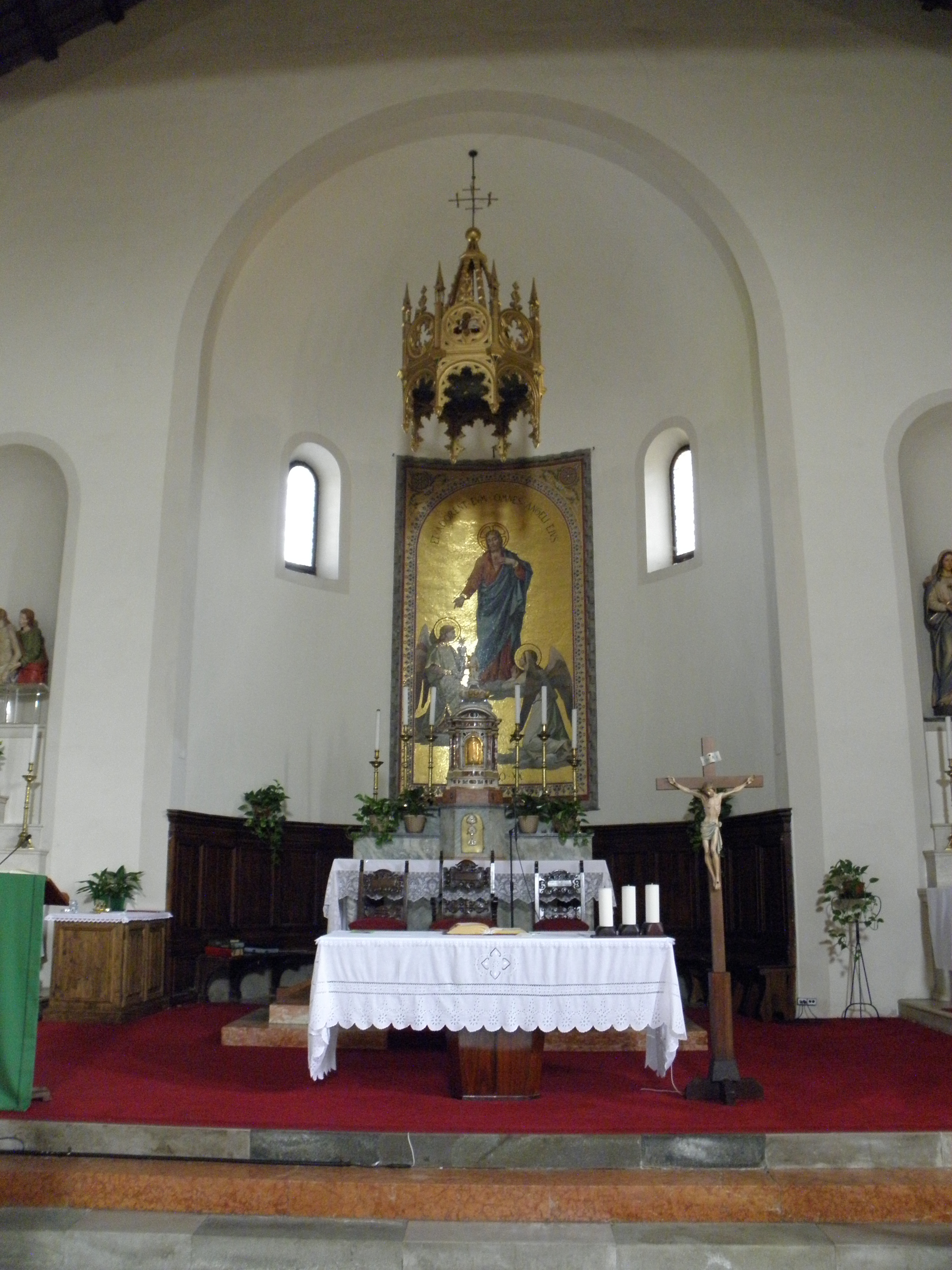
L'altare maggiore

### Nascita
Il primo documento storico che tratti dell'abbazia è la donazione di Litolfo da Carrara, oggi conservato all'Archivio Papafava presso l'Accademia Patavina di Lettere, Scienze ed Arti. Molto probabilmente nel 1027, quando viene confermata la donazione, sul sito dell'attuale chiesa ne esisteva già una, ma non vi era alcun monastero preesistente.
Rimane il dubbio se la chiesa preesistente fosse la stessa chiesa visibile oggi, o se fosse un'altra chiesa più piccola e seminterrata, oggi scomparsa, la chiesetta di Sant'Andrea. Litolfo, capofamiglia del clan aristocratico-militare di origine longobarda dei Da Carrara, o Carraresi, dota il nuovo monastero molto riccamente, e i suoi discendenti seguiranno il suo esempio, tanto che nel giro di alcuni altri anni il nuovo monastero avrà un patrimonio pari ad un quarto delle intere sostanze dei Carraresi. Sembra probabile che i primi monaci provenissero dall'abbazia di Brondolo, frazione attuale di Chioggia, anch'essa beneficiata dalla stessa famiglia.
L'abbazia di Carrara Santo Stefano era senza dubbio una tipica fondazione privata, come tale sottoposta alla dominatio dei suoi protettori aristocratici, che cercarono di definirsi e di conservare memoria di sé attraverso un rapporto stretto e continuo con il monastero, che diventò la loro seconda e più nobile fortezza.
Data la particolare situazione della diocesi di Padova, in precario equilibrio fra la sfera d'influenza pontificia e quella imperiale, non si sviluppò, se non parzialmente e tardivamente, un movimento di riforma monastica di tipo cluniacense o camaldolese  . Non stupisce quindi che l'abbazia, lungi dal guadagnarsi una sua indipendenza e sovranità, si ritrovò contesa, quasi sballottata, fra la dominazione dei Carraresi e quella vescovile, con interventi puntuali e opposti di papi ed imperatori, a colpi di bolle, brevi, editti e quant'altro. In una tale confusione di diritti contraddittori, solo la forza decise chi effettivamente doveva controllare l'abbazia. I conflitti furono numerosi e spesso laceranti, tanto che in più di un'occasione si trovò in serio pericolo l'integrità del monastero e l'incolumità dei monaci.

### Sviluppo
Il conflitto fra Impero e Comuni trasformò queste scaramucce in guerra aperta nel 1164, poiché i Carraresi in occasione della guerra fra i Comuni italiani e l'imperatore Federico Barbarossa, decisero di rimanere fedeli al secondo. È in quest'occasione che l'abbazia corre davvero il rischio di essere rasa al suolo, e si salva solo sottomettendosi esplicitamente al vescovo, mentre i carraresi si davano alla fuga. Infatti quando l'anno dopo Giacomino ritorna dal suo esilio e tenta di ripristinare il suo controllo sul monastero anche con la forza, i monaci si rivolgono direttamente al Vescovo per essere protetti dalle angherie di Giacomino, come se fosse un qualsiasi nobile prepotente e non il legittimo Dominus e avvocato dell'abbazia. Da questo momento in poi è sempre più il vescovo che si presenta come dominus e padrone di Santo Stefano, mentre i ripetuti tentativi dei carraresi di ripristinare il loro controllo sull'abbazia fondata e dotata dai loro antenati risulteranno sempre vani. Significativo è in questo senso l'atteggiamento degli abati, che se fino al 1164 parteggiano indubbiamente per i Carraresi, da quella data in poi iniziano a parteggiare per i Vescovi e a fuggire la famiglia.
Uno dei conflitti più spettacolari e meglio documentati attorno all'abbazia risale al 1194, ed è ampiamente documentato dalle deposizioni al processo di Rialto dello stesso anno. In quest'occasione i carraresi cercarono di tramare per favorire l'elezione ad abate di un loro uomo, per bloccare la deriva filoepiscopale della loro abbazia. Ma anche in questo caso il vescovo ebbe la meglio. 
Intanto però anche la chiesa padovana doveva affrontare alcuni gravi problemi, primo fra tutti l'annosa questione dell'elezione del Vescovo. All'interno di un lungo conflitto che vide contrapporsi l'abate di Santa Giustina, il capitolo della cattedrale e la fratelae cappellanorum, per un breve momento nel 1213 sembrò che il diritto all'elezione dell'abate venisse esteso anche all'abate di Santo Stefano, ma questa novità non ebbe alcun seguito. 
I conflitti con i carraresi continuano anche nel XIII secolo, mentre gli abati di santo Stefano cominciano a mostrare una sempre maggiore insofferenza nei riguardi della posizione geografica dell'abbazia, che si trovava a poche centinaia di metri dal castello dei carraresi, ormai visti come prepotenti usurpatori, e anche in una zona di confine spesso soggetta a incursioni e razzie. Addirittura fu tentato un piano a lungo termine per cercare di “trasferire” per così dire l'abbazia verso Padova, trasformando l'obbedienza cittadina di San Giorgio in sede centrale e degradando santo Stefano a obbedienza decentrata. Questo piano furbesco che mirava a far trasferire l'abate a Padova gradualmente e quasi “di nascosto” non ebbe però alcun seguito.
Sappiamo che sia i Carraresi che i Vescovi e gli abati di Santo Stefano ebbero a soffrire durante la tirannia di Ezzelino III da Romano; alla caduta del tiranno i conflitti sull'elezione del vescovo di Padova si riaccesero più violenti che mai. 
Nel 1318 inizia la signoria dei Carraresi a Padova. Con questo nuovo ruolo istituzionale e le ben più grandi prospettive di affermazione per la famiglia, i conflitti con i vescovi sull'abbazia sembrano perdere ragione d'essere.
Per gli ultimi decenni la vita dell'abbazia prosegue abbastanza tranquilla, segno forse che stava perdendo un po' della sua importanza strategica, e vive della luce riflessa dallo straordinario ruolo dei Carraresi. È da notare che da adesso in poi gli abati smettono di denunciare i continui abusi e prepotenze perpetrate da Carraresi che hanno impegnato le vite degli abati precedenti. Al contrario cresce invece l'importanza culturale dell'abate di santo Stefano, che con il patronato signorile diventa vicecancelliere e vicedirettore dell'università di Padova, subito dietro al Vescovo.

### Decadenza
Nel 1405, con la caduta della signoria carrarese e la deditio della città ai veneziani, la prosperità dell'abbazia finisce per sempre. Essa viene data in premio all'arciprete di Cittadella, in cambio del suo tradimento, e si trasforma in un puro bottino di guerra, da spogliare e depredare a piacimento. Il nome dei carraresi, demonizzati dai veneziani, nuoce ancor più gravemente alla nostra abbazia, la cui decadenza sarà fulminante e irreversibile. Già nel 1410 la troviamo praticamente priva di monaci, forse perché costretti alla fuga. Da allora il degrado è proseguito inarrestabile, fino alla soppressione dell'ente nel settecento e lo smantellamento dell'intero corpo monasteriale per fare spazio, sembra incredibile, alle coltivazioni di granoturco. Solo pochissime parti sono sopravvissute e sono tuttora visibili a Carrara Santo Stefano.
Nel Medioevo la consistenza della comunità monastica oscillò probabilmente da un numero medio di dieci monaci ad un massimo di una ventina. Niente a che vedere con la comunità di Santa Giustina, dieci volte più numerosa, ma un buon traguardo comunque per un'abbazia di campagna.